# Arena Dannero
Arena Dannero eller Dannero travbana är en travbana i Sandslån cirka 10 km norr om Kramfors och invigdes den 23 februari 1958.
Banovalen (ett varv på bana) är 1000 m lång och upploppet fram till mållinjen är hela 200 meter långt.
År 2005 utbröt en brand på området och efter branden byggdes en ny modern multihall upp. Sedan dess har travbanan en publikkapacitet på ca 10 000 åskådare. 
Banan är en s.k. "sommarbana" som arrangerar och genomför lopp från april till oktober månad under tävlingssäsongen.
Kända lopp som körs här är Svenskt Kallblodskriterium, Kriteriestoet och Ådalspriset.
Banan har även arrangerat både V75- och V86-tävlingar årligen de senaste åren.